# Концепція «Кооперативного соціалізму»
Концепція «Кооперативного соціалізму» — перелік положень, уперше висунутих В.Леніним в одній з його останніх праць — статті «Про кооперацію». Концепція не була втілена в практику, однак історія її виникнення і усунення з теоретичного арсеналу більшовицької партії проливає додаткове світло на хід розвитку й причини колективізації сільського господарства СРСР, що, у свою чергу, була однією з ключових причин голодомору 1932—1933 років в УСРР.
Концепція заслуговує на увагу істориків як одна із спроб зімкнути державний сектор у промисловості з аграрним сектором без ліквідації приватної власності селян на засоби виробництва (крім землі). У статті «Про кооперацію» стверджувалося, що при максимальному кооперуванні населення соціалістична мета досягається сама по собі; що лад цивілізованих кооператорів — усупереч тому, що про нього думають комуністи, — є соціалістичним ладом.